# Deadly She-Wolf Assassin at Armageddon!/Momma’s Song
Deadly She-Wolf Assassin at Armageddon!/Momma’s Song ist ein zweiteiliges Konzeptalbum von Fred Ho. Es enthält zum einen die Musik zu dem Werk Deadly She-Wolf Assassin at Armageddon! (2005), zum anderen die Musik zu dem nie aufgeführten Werk Momma’s Song, das Fred Ho als Tribut an Archie Shepp verstand. Die Musik wurde am 26. Juni 2006 im Masuo Studio in New York City aufgenommen und erschien 2006 bei Innova Recordings.

## Hintergrund

### Deadly She-Wolf Assassin at Armageddon!
Fred Ho schuf ein umfangreiches Werk an avantgardistischen Opern und Musiktheaterstücken, die er abwechselnd Manga music/theater or opera, Martial Arts opera oder Living comic books nannte. Die letzte Bühnenproduktion, die Fred Ho noch realisieren konnte, war die Manga-Oper Deadly She-Wolf Assassin at Armageddon!, die er mit Ruth Margraff als Hommage an die Yellow exploitation Reihe des japanischen Manga-Kinos Lone Wolf & Cub der 1970er-Jahre von Kazuo Koike und Gōseki Kojima verstand. Für die Instrumentierung der Musik zu dieser Aufführung verwendete Ho die 20-seitige Bass-Koto (gespielt von Yumi Kurosawa) und die japanische Shakuhachi und Fue-Flöte (Masaru Koga). Fred Ho schrieb Deadly She-Wolf Assassin at Armageddon! mit Ruth Margraff als Auftragskomposition, nachdem Margraff den NYSCA Individual Artist Award erhalten hatte. Uraufgeführt wurde es am 29. und 30. April 2005 als Teil der Ausstellung Cool Japan: Otaku Strikes der New Yorker Japan Society unter der Regie von Sonoko Kawahara.  Die Musik von Fred Hos afro-asiatischer Band ist eine Kombination aus Jazz und traditioneller japanischer Musik. (Composed by Fred Ho).

### Momma’s Song
Ho hatte die Autorin Christine Stark beauftragt, ein „kosmisch“-episches Poem als Wiederbelebung des Werks Blasé zu schreiben, das Archie Shepp 1969 im Zuge des Black Artists Movement veröffentlicht hatte. Gewidmet ist das neu entstandene Werk den 69 Prostituierten der Eastside von Vancouver, meist Frauen der First Nation, von denen 22 von dem Schweinezüchter Robert Pickton ermordet wurden.

## Titelliste
- Fred Ho: Deadly She-Wolf Assassin At Armageddon! / Momma's Song (Innova Recordings  788)[3]
  - Deadly She-Wolf Assassin At Armageddon (Soundtrack Recording) (52:12)

1 	The Way of the Wolf 	4:50

2 	Imperial Intrigue 	2:00

3 	Enter: The She-Wolf Secret Weapon 	3:05

4 	'Round and 'Round Hades We Go! 	5:01

5 	In the Shadow of the Wolf 	2:16

6 	Nightmares 	3:09

7 	In A Silent Way I Seek My Prey 	5:25

8 	The Coming of the Three Hurricanes 	1:00

9 	Bok Mei: The White Lotus of the King Kong Palm of Death 	7:01

10 	Colonel Ulysses Sam Armageddon 	4:27

11 	Qaseem the Killing Machine 	6:13

12 	The Storm of the She-Wolf 	2:06

13 	We Have Arrived in Hell 	4:20

14 	Pick Up The Sword to Defeat The Sword: End of the Assassin 	1:13
- - Momma's Song 	(20:21)

15 	Exposition / Momma's Song (Shepp) 14:44

16 	Development / Momma's Song (Shepp) 4:41

17 	Transcedence Coda 	0:56
Alle anderen Titel wurden von Fred Ho komponiert. Die Liedtexte der Titel 15 und 16 stammen von Christien Stark.

## Editorischer Hinweis
Das Album ist im Stil eines Mangas gestaltet; es enthält neben den Hintergrundinformationen zu den beiden Werken den kompletten Text und Illustrationen von Mac McGill.

## Rezeption
Der Kritiker der New York Times lobte Fred Hos jazz-orientierten Soundtrack, auf den er stolz sein könne. Ferner hieß es in der Zeitung: Fred Ho composed the jazzy score, a surprising fit with the period setting.
Der Autor von Scientific Soul schrieb, Fred Hos überaus talentiertes Team setzten eine Musik/Theater-Arbeit von blendendem Schauspiel und emotionaler Kraft frei. Die letzte Kooperation von Fred Ho und Ruth Margraff sei eine waghalsige und einfallsreiche Hommage an den Manga-Filmhit Lone Wolf and Cub, die auch viele andere Adaptationen in den letzten Dekaden angeregt hatte. Deadly She-Wolf explodiere förmlich mit einer wilden stilistischen Mixtur aus japanischem Nō-Theater und zeitgenössischen Anime- und Manga-Einflüssen mit einzigartiger Multi-Martial Arts und Schwertkämpfer-Choreographie und einem herrlichen Arrangement, das traditionelle japanische Musik und Soul-Jazz verbinde.